# Muftī

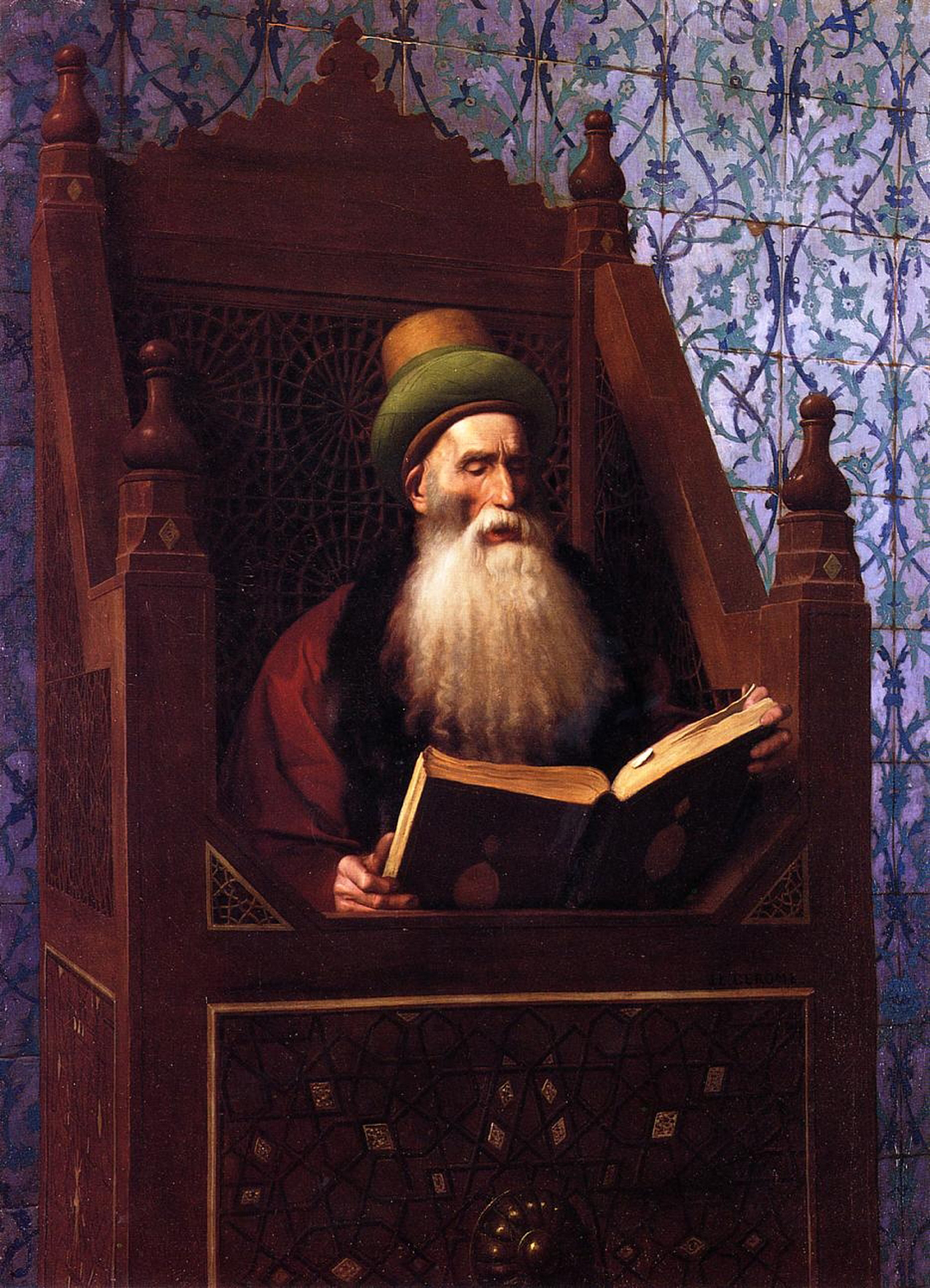
Un Mufti dipinto da Jean-Léon Gérôme attorno al 1900.

Il mufti (in persiano e turco muftì) (in arabo مفتي‎?, muftī, in turco müftü), è un giurisperito musulmano (faqīh) che, per i suoi studi e la sua buona nomea, è autorizzato a emettere una fatwā, cioè un responso giuridico su una fattispecie astratta, basato sul disposto della sharīʿa.
Sotto questo punto di vista è indubbiamente un'autorità religiosa, anche se, di per sé, non può essere definito un "dotto" (ʿālim).

## Funzione
Sorto per volere del Sultano ottomano nel XVIII secolo, l'istituto del Mufti rispondeva all'esigenza del Sultano di apparire come un "buon pastore" dei suoi sudditi (il termine reʿāyā, ossia "gregge", assai simile alla terminologia in voga nel Cristianesimo, è a tal fine assai indicativo), a prescindere dalla loro fede. Per questo motivo egli volle che a rappresentare ebrei e cristiani fossero le rispettive supreme autorità religiose, designando per l'appunto per i musulmani un Gran Mufti. Un importante ruolo politico, durante l'occupazione britannica della Palestina, fu svolto dal Gran Muftī di Gerusalemme, Amin al-Husayni.
La nomina del Mufti rimase quindi competenza governativa in età islamica classica e, ancor oggi, il Mufti ad esempio in Egitto (dopo la riforma voluta a suo tempo da Muhammad ʿAbduh) costituisce il gradino gerarchico immediatamente inferiore a quello di Shaykh (nel senso qui di "Rettore") dell'Università-moschea di al-Azhar, considerata la massima espressione giuridica ed esegetica del mondo islamico sunnita.